# Æhsærtæggatæ
Nella mitologia osseta, gli Æhsærtæggatæ sono una stirpe dei Narti, mitica popolazione stanziata in Ossezia, figlia dell'eroe mitico Æhsærtæg, figlio di Uærhæg.
Gli Æhsærtæggatæ abitavano la parte alta del villaggio e venivano considerati come una stirpe eroica e vigorosa. Nella divisione in tre famiglie si può scorgere la classica concezione indo-iranica di società costituita dai tre elementi: sapienza (magico religiosa), forza fisica (mostrata soprattutto come vigore in guerra), e prosperità economica. 
Nel ciclo dei Narti viene raccontata la vita del loro fondatore e del proprio fratello gemello sino alla morte, successivamente, la guerra tra la loro stirpe ed i Boratæ per vendicare i rispettivi morti.